# Paul-George Happich
Paul-George Happich, francoski general, * 1877, † 1955.